# Escala Oechsle
L'escala Oechsle és una escala de mostímetre que mesura la densitat del most de raïm, que és un indici de maduresa del raïm i el contingut de sucre utilitzada en l'elaboració del vi.
Fou creada per l'alemany Christian Ferdinand Oechsle (1774-1852) i és àmpliament utilitzat en les bodegues que elaboren vi d'Alemanya, Suïssa i Luxemburg. En l'escala Oechsle, un grau Oechsle (°Oe) correspon a un gram de diferència entre la massa d'un litre de most a 20 °C i 1 kg (la massa d'1 litre d'aigua). Per exemple, si hom té una massa d'1,084 grams per litre, té 84 °Oe.